# Poèmes antiques
Ne doit pas être confondu avec Poèmes antiques et modernes.
Poèmes antiques (orthographié Poëmes antiques dans ses premières éditions) est un recueil de poèmes de Leconte de Lisle paru en 1852. Les poèmes de ce recueil, composés en vers réguliers, puisent leurs sujets dans l'histoire et la mythologie de l'Inde antique, de la Grèce antique et de la Rome antique ; quelques poèmes à la fin du recueil s'inspirent de la culture de l'Écosse. Poèmes antiques est l'une des œuvres poétiques représentatives du mouvement littéraire du Parnasse, dont Leconte de Lisle est l'un des principaux représentants.
L’Académie française lui décerne le prix Maillé-Latour-Landry en 1854.

## Poèmes contenus
- Préface
- I. Hypatie
- II. Thyoné
- III. Glaucé
- IV. Hélène, poëme
- V. La Robe du Centaure
- VI. Chant alterné
- VII. Églogue
- VIII. Vénus de Milo
- IX. Cybèle
- X. Pan
- XI. Clytie
- XII. Les Éolides
- XIII. Études latines : (I. Lydie, II. Licymnie, III. Thaliarque, IV. Lydé, V. Phyllis, VI. Vile potabis, VII. Glycère, VIII. Hymne, IX. Néère, X. Phidylé, XI..., XII. Salinum, XIII. Hymne, XIV. Pholoé, XV. Tyndaris, XVI. Pyrrha, XVII. Lydia, XVIII. Envoi.)
- XIV. Niobé, poëme
- XV. La Source
- XVI. Le Réveil d’Hélios
- XVII. Hylas
- XVIII. Juin
- XIX. Midi
- XX. Nox
- XXI. Khiron, poëme
- XXII. La Fontaine aux lianes
- XXIII. Jane
- XXIV. Nanny
- XXV. Nell
- XXVI. La Fille aux cheveux de lin
- XXVII. Annie
- XXVIII. Sourya
- XXIX. Si les chastes amours
- XXX. Bhagavat, poëme
- XXXI. Dies iræ

## Structure
La première édition du recueil, parue en 1852, comprend 48 poèmes, tandis que l'édition définitive en comprend davantage. Elle est précédée d'une préface de l'auteur.
Les sept premiers poèmes du recueil s'inspirent de l'Inde antique. Suit une trentaine de poèmes inspirés par la Grèce antique, principalement par la mythologie grecque. Suit une petite trentaine de poèmes inspirés par la Rome antique, dont la série des « Études latines », composée de 18 poèmes. La partie latine du recueil est suivie par la section « Chansons écossaises », qui regroupe six poèmes. Les trois derniers poèmes (« Souvenir », « Les Étoiles mortelles » et « Dies iræ ») forment une conclusion au ton mélancolique.

## Conception du recueil
Poèmes antiques est le premier recueil de poèmes que publie Leconte de Lisle, mais l'auteur a déjà publié, dans plusieurs revues littéraires, de nombreux poèmes isolés ainsi que des contes en prose et des articles. Onze poèmes du recueil ont déjà été publiés auparavant dans La Phalange, une revue littéraire fouriériste, en 1846 et 1847. Les poèmes à sujet écossais peuvent sembler moins à leur place dans le recueil, mais tous s'inspirent des œuvres du poète écossais Burns, lequel puise notamment ses inspirations chez le poète grec antique Théocrite, ce qui peut expliquer leur inclusion dans Poèmes antiques.

## Histoire éditoriale
La première édition de Poèmes antiques paraît à Paris chez l'éditeur Ducloux en 1852 ; il se compose d'une préface et de 31 poèmes. Le recueil est réédité à plusieurs reprises chez Alphonse Lemerre en 1874, 1881 et 1886. L'édition définitive paraît en 1891, trois ans avant la mort du poète.

### Éditions critiques
- Leconte de Lisle, Poèmes antiques, édition de Claudine Gothot-Mersch, Gallimard, 1994, rééd. coll. "Poésie".

### Études savantes
- Pierre Flottes, Leconte de Lisle : l'homme et l'œuvre, Paris, Hatier-Boivin, collection "Connaissance des lettres" (no 40), 1954.  (ISSN 0758-4091)
- Yann Mortelette, « Leconte de Lisle antimoderne », Studi Francesi (en ligne), no 170 (LVII | II), 2013, mis en ligne le 30 novembre 2015 (DOI 10.4000/studifrancesi.2945). [lire en ligne].
- Caroline de Mulder, Leconte de Lisle, entre utopie et république, Rodopi, collection "Faux-titre", 2005.
- Edgar Pich, Leconte de Lisle et sa création poétique : "Poèmes antiques" et "Poèmes barbares", 1852-1874 (thèse de Lettres soutenue à la Sorbonne en 1973), Lille, Service de reproduction des thèses de l'université de Lille III, 1974.
- Irving Putter, « Leconte de Lisle et l'Hellénisme », dans Cahiers de l'Association internationale des études françaises, 1958, no 10, p. 174-199. [lire en ligne]